# 1835年の相撲
1835年の相撲（1835ねんのすもう）は、1835年の相撲関係のできごとについて述べる。

## 興行
- 1月場所（江戸相撲）[1]
  - 興行場所:本所回向院
  - 2月19日（旧1月22日）より晴天10日間興行
- 7月場所（名古屋相撲）[2]
- 7月場所（大坂相撲）[2]
  - 興行場所:難波新地
- 8月場所（京都相撲）[2]
  - 興行場所:二条川東
  - 9月25日（旧8月4日）より興行
- 10月場所（江戸相撲）[3]
  - 興行場所:本所回向院
  - 12月8日（旧10月19日）より晴天10日間興行